# 聖アンナ大聖堂 (ベルファスト)
聖アンナ大聖堂（せいアンナだいせいどう、英: St Anne's Cathedral、別名: ベルファスト大聖堂（英: Belfast Cathedral）は北アイルランドにおけるベルファストのダンゴール街にあるアイルランド聖公会の大聖堂である。通常は2つの独立主教区（コナー主教区とダウン・アンド・ドロモア連合主教区）を担当するのも珍しいことである。ベルファストにあるカテドラル地区の中心場所である。

## 歴史

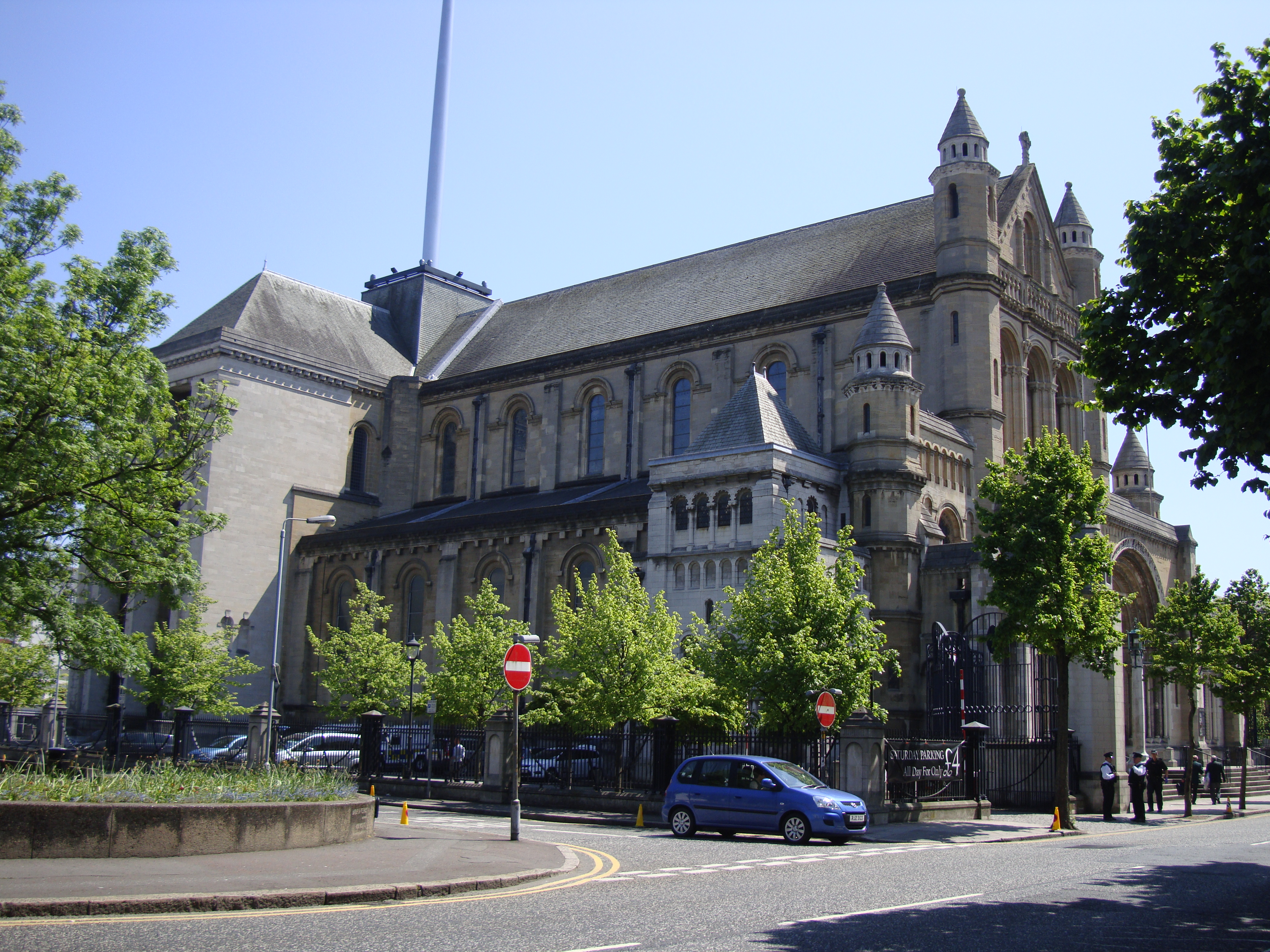
北西から見た聖アンナ大聖堂

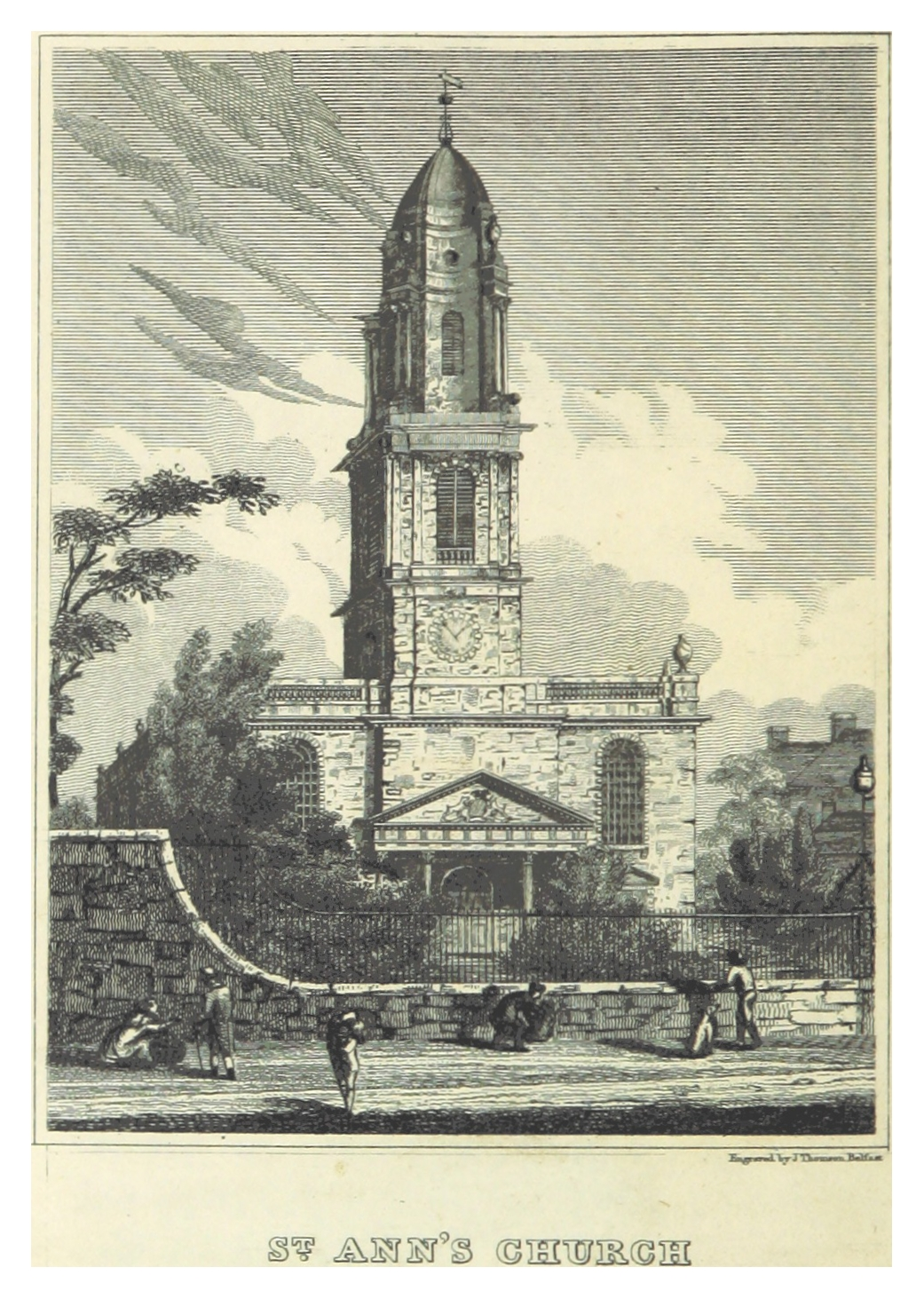
大聖堂になる以前の聖アンナ教会

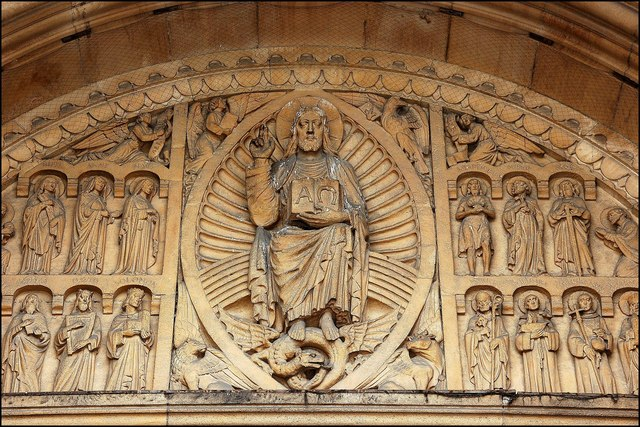
入口上部の細部

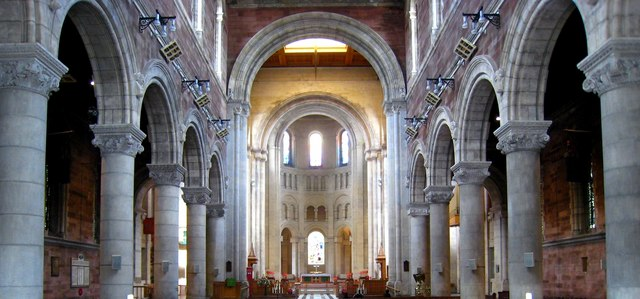
内観

サー・トーマス・ドリューがこの教会の最初の建築家であり、1899年9月6日に第9代シャフツベリー伯爵夫人コンスタンス・アシュリー・クーパーにより礎石が置かれた。1776年にフランシス・ハイオーンにより建てられた旧聖アンナ教区教会は1903年12月31日まで使用されていたのに新しい大聖堂はその周辺に建設され、その後旧教会は解体された。内陣が見渡せる善きサマリア人の窓は旧教会が大聖堂に記憶している唯一の特徴である。当初は大聖堂の身廊が建設され、1904年6月2日に聖別された。
1924年、第一次世界大戦で務めを果たし命を落としたアルスター地方の人々に対する追悼の意味を込めて、大聖堂の西側正門を建設することが決定された。ここの礎石は1925年6月2日に北アイルランド総督の第3代アバコーン公爵ジェイムズ・ハミルトンの手で置かれ、建築家の第2代準男爵サー・チャールズ・アーチボールド・ニコルソンの手で修正された設計により完成したファサードが1927年6月に奉納された。
その間に聖歌隊が着席する中央の渡り廊下が1922年から1924年にかけて建設された。サー・トーマス・ドリューを手伝った故ウィリアム・ヘンリー・リンによる建築計画に基づいて建設された洗礼堂が1928年に奉納された。なお、聖パトリックを描写した美しいモザイク画が飾られているチャペル・オブ・ザ・ホーリー・スピリット(Chapel of the Holy Spirit）が聖パトリックのアイルランド到着から1500年となる1932年7月5日に奉納された。
1935年には地方自治危機時代におけるアイルランド統一主義運動の指導者だったカーソン男爵エドワード・カーソンの葬儀が国葬で執り行われ、大聖堂の南側廊に埋葬された。1941年、大聖堂がドイツ軍の爆撃によりその大半が破壊され、周辺の建物も甚大な被害を受けた。1955年、大聖堂の東端にある歩行者通路の工事が開始され1959年に奉納されたが、北側と南側にある翼廊の工事開始が可能になるまでにはさらに10年を要した。北アイルランド問題と物価の暴騰によりこの工事の資金調達が長いこと遅延し重大な問題となった。
1974年、チャペル・オブ・ユニティを含むオルガン付きの南側の翼廊、ジョン・マクゲールが設計した内観にある巨大なケルト十字、そして王立アルスター連隊礼拝堂が1981年に完成した。
2007年4月、高さ40ｍに及ぶステンレス鋼の尖塔が大聖堂の最上部に設置された。「希望の尖塔」と命名された建造物は夜になるとライトアップされ、カテドラル地区で計画されているより大規模な開発部分となっている。基本となる尖塔の断面は聖歌隊席のすぐ上の大聖堂の屋根にあるガラス製の演壇を突き出ており、訪問者は身廊からその光景を眺めることができる。

## 慈善行為
1976年、ベルファストの首席司祭であるサムエル・クルックスは降誕祭が始まるまでの1週間を階段で過ごし、通行人から大小の寄付金を受け取り、地元にある多くの慈善団体に分配する「シット・アウト（Sit Out）」を始めた。暖を取るために着用していた衣装が理由で、クルックス首席司祭は「ブラック・サンタ（Black Santa）」としてその名が知られるようになった。この慣習は後継司祭によって現在も続けられている。毎年、降誕祭までの1週間に首席司祭（現在の首席司祭はスティーブン・フォード）や大聖堂参事総会のメンバーが午前9時から午後5時半まで大聖堂の外に座って慈善事業のための募金を呼びかけ、今もなお彼らは総称して「ブラック・サンタ」と呼ばれている。この慣習により慈善事業のために数百万ポンドもの寄付金が集まっている。

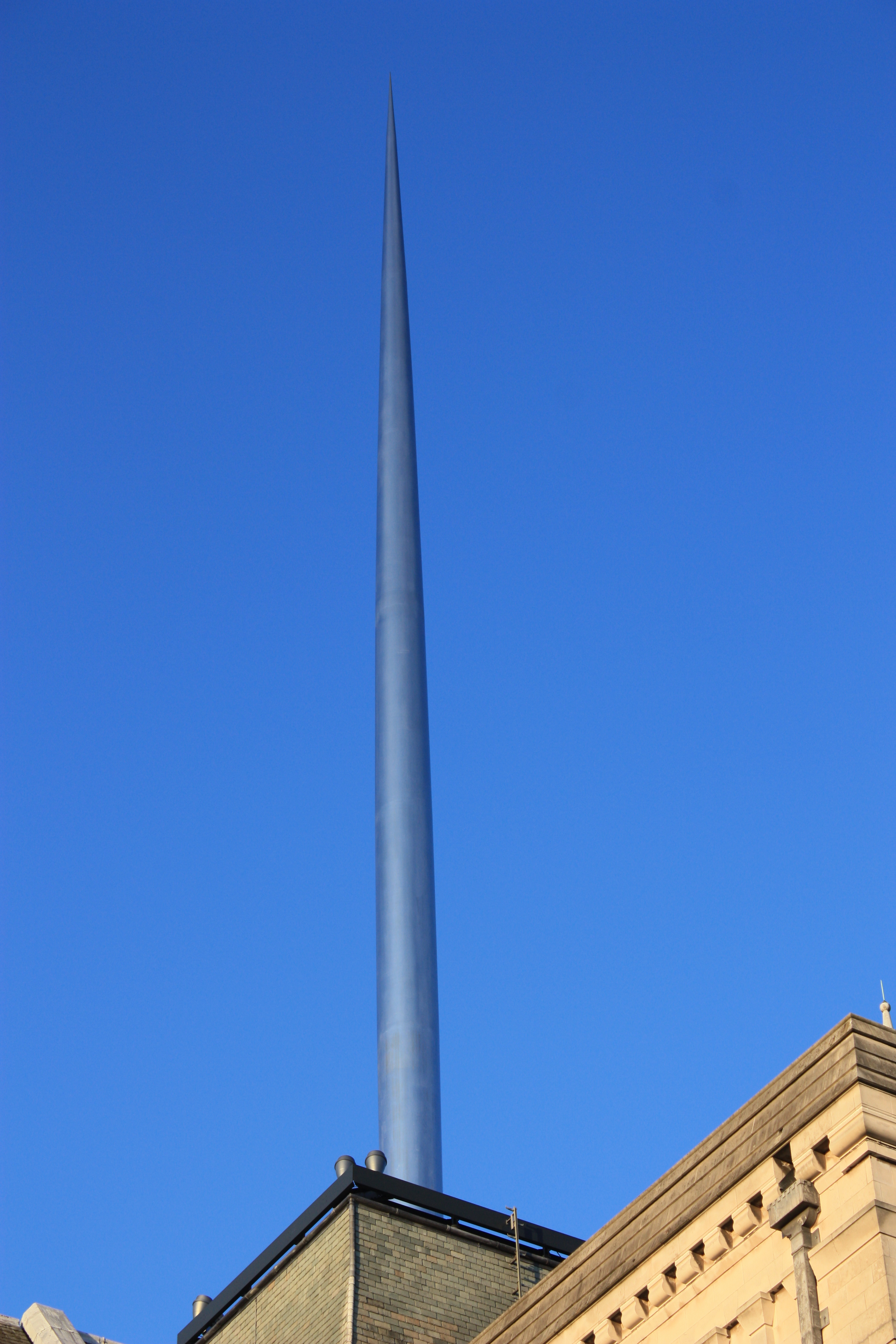
聖アンナ大聖堂の尖塔（2009年12月撮影）

## 礼拝
大聖堂では毎日の奉仕があり、午前8時10分に朝の礼拝、午前8時30分に聖餐式、午後1時に正午の祈り、午後5時半には聖歌隊による夕べの祈りが行われる（月曜日から金曜日まで。それ以外は夕べの祈りにて）。毎週土曜日の午後5時半に夕べの祈りがあり、聖餐式も毎週水曜日、聖人の祝日、他の祝祭日の午後1時に執り行われる。毎週日曜日には大聖堂で4つの奉仕があり、午前8時と午前10時に聖餐式、午前11時に聖歌隊による聖餐式、午後3時半に聖歌隊による夕べの祈りが行われる。

## オルガン
大聖堂に設置されている4連弾のオルガンは北アイルランドにあるパイプオルガンの中で2番目に大きい。1907年にハリソン・アンド・ハリソンで製造され、1969年から1975年にかけて修復された。オルガンの設計仕様は国内パイプオルガン登録簿で見つけることができる。

### オルガニストの一覧
- ウィリアム・ウェア（1776年-1825年）
- ジョン・ウィルズ（1825年-1847年）
- ジェームス・トンプソン（1847年-1862年）
- ヘンリー・ア・ウッド（1863年-1873年）
- アイザック・ウォー・ニコル（1874年-1903年）
- チャールズ・J・ブレナン（1904年-1964年、聖アンナ大聖堂初代オルガニスト）
- ハリー・グリンドル（1964年-1976年、セント・コムゴール教会公式オルガニスト）
- ジョナサン・グレゴリー（1976年-1984年、レスター大聖堂（英語版）公式オルガニスト）
- アンドリュー・ポール・パドモア（1984年-1988年、セント・フィンバレ大聖堂（英語版）公式オルガニスト）
- デイビッド・ドリンケル（1988年-2002年、聖マグヌス大聖堂（英語版）公式オルガニスト補佐）
- ブライアン・ハンター（2002年-2003年）
- フィリップ・ストップフォード（英語版）（2003年-2010年、チェスター大聖堂（英語版）公式オルガニスト補佐）
- イアン・バーバル（2010年-2012年）
- デイビッド・スティーブンス（2012年-2019年、ニューキャッスル大聖堂（英語版）少女聖歌隊監督、公式オルガニスト代理）
- マシュー・オーエンス（2019年-2022年、ウェルズ大聖堂（英語版）公式オルガニスト、および聖歌隊講師）

## ギャラリー
- ケルト十字
- 「キリストの復活」
- 「キリストの磔刑」
- 「キリストの磔刑」接写
- チャペル・オブ・ホーリー・スピリットのモザイク
- 洗礼堂の天井
- 科学の柱
- 洗礼堂
- 内陣に面して
- 身廊
- 王室の座席
- エドワード・カーソン記念碑
- 聖餐台
- 軍隊記念碑